# 水东河 (樟江)
水东河，位于中华人民共和国贵州省黔南布依族苗族自治州三都水族自治县境内，是樟江右岸支流，发源于三都县塘州乡，东南流经仙人桥、周覃水电站，左纳水便河后转南流，至九阡镇下水吼南面约2千米处，三都县与荔波县交界处汇入樟江。河长45千米，平均比降8.95‰，流域面积502平方千米。